# Генрих Лихтенштейнский
Генрих Хартнейд Лихтенштейнский (нем. Heinrich Hartneid Maria Franz de Paula Johann Alois Joseph Ignatius Benedictus Hilarion von und zu Liechtenstein; род. 21 октября 1920, Velké Losiny — 29 ноября 1993, Грабс, Санкт-Галлен) — лихтенштейнский принц и дипломат. Посол Лихтенштейна в Швейцарии с 1969 по 1989 год.

## Биография
Генрих Лихтенштейнский родился в Чехословакии, 1 октября 1920 года. Он был самым младшим ребёнком Алоиза Лихтенштейнского (1869—1955) и его жены Елизаветы Амалии Австрийской (1878—1960). Генрих является младшим братом Франца Иосифа II (1906—1989).
Сначала он учился в Шоттенгимназии. Затем он поступил в коммерческий колледж в Вене, который он окончил в 1941 году. После окончания колледжа он получил квалификацию бизнесмена.
26 декабря 1944 года он был назначен временным поверенным в делах Швейцарии. В 1969 году он стал послом Лихтенштейна в Швейцарии. На этой должности он оставался до 1989 года. Он внес значительный вклад в развитие тесных и стабильных отношений между двумя странами. Также он был послом Лихтенштейна в Австрии с 1983 по 1991 год.
Скончался 29 ноября 1993 года, в Грабсе. Похоронен в соборе святого Флорина.

## Личная жизнь
Генрих женился 23 апреля 1968 года в Вене на графине Амалии Подстацки-Лихтенштейнской (1935—2025). В браке родились две дочери и сын:
- Мария Елизавета Лихтенштейнская (род. 30 июня 1969), вышла замуж в 2004 году за Жиля Рувинеза (род. 1964).
- Хубертус Алоиз Лихтенштейнский (род. 24 мая 1971), женился в 2008 году на Клаудии Рюгг (род. 1974).
- Мария Тереза Элеонора Лихтенштейнская (род. 29 января 1974), не замужем. Детей нет.